# 古賀駿汰
古賀 駿汰（こが しゅんた、1997年3月21日 - ）は、ジャパンラグビーリーグワンクボタスピアーズ船橋・東京ベイに所属するラグビー選手。

## プロフィール
- 福岡県出身[1]。
- ポジションはスクラムハーフ(SH)。
- 身長 180 cm、体重 85 kg
- ニックネームはしゅんた、小沢さん。

## 来歴
2015年、東福岡高校卒業後、青山学院大学に入る。
2019年、青山学院大学卒業後、クボタスピアーズ(現・クボタスピアーズ船橋・東京ベイ)に加入。
2023年12月10日に行われたJAPAN RUGBY LEAGUE ONE第1節東京サンゴリアス戦にて途中出場でリーグワン公式戦初出場を果たした。